# Declarația Schuman
Declarația Schuman de la 9 mai 1950 a fost o propunere a ministrului francez de externe din acea perioadă, Robert Schuman, de a crea o nouă formă de organizare a statelor Europei, o Comunitate supranațională. În urma experienței celor două războaie mondiale, Franța a recunoscut că unele valori cum ar fi justiția nu pot fi definite doar în contextul aparatului fiecărui stat. Era nevoie de mult mai mult decât de o comunitate la nivel tehnic de control al industriilor carboniferă și siderurgică a Franței, Germaniei de Vest și a altor țări sub egida unei Înalte Autorități. Ea a dus la reorganizarea pașnică a Europei postbelice. Propunerea a dus mai întâi la crearea Comunității Europene a Cărbunelui și a Oțelului, dar pe termen lung a fost precursoarea tuturor celorlalte Comunități Economice Europene și a ceea ce este astăzi Uniunea Europeană. Evenimentul este sărbătorit anual ca Ziua Europei, iar Schuman este considerat a fi unul din părinții fondatori ai Uniunii Europene.

## Contextul
Europa abia ieșise din al Doilea Război Mondial, conflict care aproape că distrusese continentul și a dus la împărțirea lui în două sfere de influență. Din dorința de a nu mai repeta asemenea distrugeri, a existat un impuls serios către cooperare europeană. Winston Churchill, stând lângă Robert Schuman la un discurs ținut la Metz la 14 iulie 1946, ceruse o reconciliere franco-germană într-o Europă unită. La Zürich, Churchill a cerut apoi formarea Statelor Unite ale Europei și, pentru început, a unui Consiliu al Europei. În discursurile ținute în fața Națiunilor Unite, Schuman a anunțat că o Germanie revitalizată trebuie pusă în contextul unei democrații europene. Consiliul Europei a fost înființat pentru a da un context general unei uniuni europene în care să fie introduse Comunitățile Europene. Consiliul a fost marca acestor comunități supranaționale care aveau să intre pe calea unei integrări europene complet democratice.
Schuman a declarat că ideea Comunității Europene a Cărbunelui și a Oțelului datează dinainte ca el să fie student. Schuman a inițiat politici de pregătire a acestei mari schimbări politice europene în timpul mandatului său de prim ministru al Franței (1947-1948) și al celui de ministru de externe începând cu 1948. El a vorbit despre princiile partajării resurselor europene într-o uniune supranațională și la semnarea Statutului Consiliului Europei, la Londra, la 5 mai 1949.
Declarația avea câteva scopuri distincte, pe care le trata deopotrivă:
- Nașterea Europei unite
- Împiedicarea războiului între statele membre
- Încurajarea păcii pe plan mondial
- Transformarea Europei printr-un proces pas cu pas (prin comunități supranaționale sectoriale) cu scopul unificării Europei pe cale pașnică și democratică, incluzând atât Europa de Vest, cât și cea de Est, despărțite pe atunci de Cortina de Fier
- Înființarea primei instituții supranaționale din lume și a primei agenții internaționale anticartel
- Crearea unei piețe unice în toată Comunitatea
- Revitalizarea întregii economii europene începând cu sectorul carbonifer și siderurgic prin procese comunitare similare
- Îmbunătățirea economiei mondiale și ajutarea țărilor în curs de dezvoltare, cum ar fi cele din Africa.[3]

## Redactarea

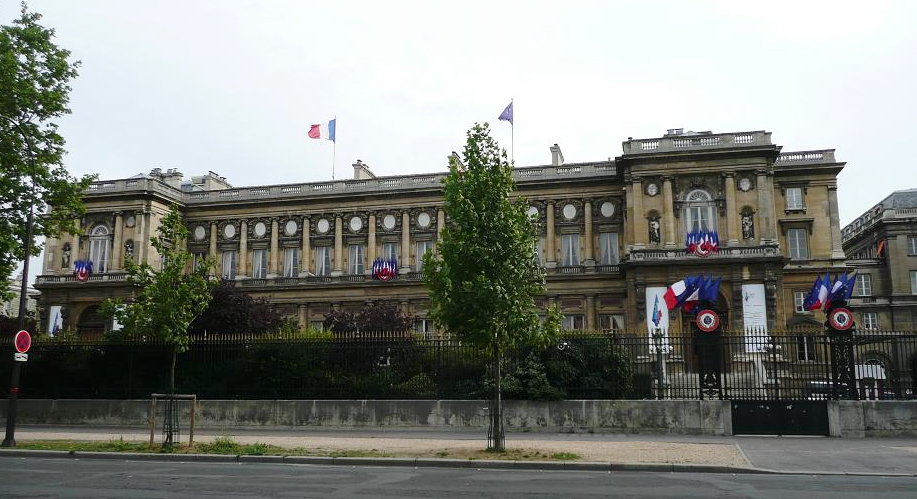
Declarația a fost prezentată la Quai d'Orsay, sediul ministerului francez de externe

Declarația propriu-zisă a fost redactată inițial de Paul Reuter, colegul lui Schuman și jurist la ministerul de externe. A fost apoi editată de Jean Monnet și de alții, printre care șeful de cabinet al lui Schuman, Bernard Clappier. Variantele intermediare ale documentului au fost publicate de Fundația Jean Monnet. Ele arată că Reuter a schițat prima variantă, iar Monnet ar fi făcut corecturi minore. Monnet a tăiat cuvântul supranațional — concept-cheie utilizat de Schuman pentru a descrie noua formă de democrație europeană—și l-a înlocuit cu cuvântul ambiguu federație. Toate elementele-cheie—o nouă organizare democratică a Europei, inovațiile supranaționale, Comunitatea Europeană, Înalta Autoritate, comasarea intereselor vitale, cum ar fi cărbunele și oțelul, o piață și o economie unică europeană—fuseseră înaintate în mai multe discursuri ale lui Schuman din anii anteriori, la Națiunile Unite, la St James's Palace, Londra odată cu semnarea statutelor Consiliului Europei și la Bruxelles, Strasbourg și în America de Nord. Propunerea de înființare a unei Comunități supranaționale a venit ca un șoc binevenit și pozitiv pentru popoarele europene în anii grei ai Războiului Rece, îndepărtând perspectiva unui nou război cu Germania. Propunerea a devenit o declarație oficială de politică externă a guvernului francez și după două ședințe de cabinet s-a căzut de acord la 9 mai 1950 ca Franța să respecte democratic o asemenea Comunitate care să ajute la stabilirea domniei legii în Europa.
În remarcile introductive, Schuman a dezvăluit că această inovație, aparent doar birocratică, socială și industrială, va avea uriașe repercusiuni politice, nu doar pentru democrația europeană ci și pentru răspândirea principiilor democratice în alte zone, cum ar fi Europa de Est aflată sub ocupația și dominația Uniunii Sovietice, pentru ajutorarea țărilor în curs de dezvoltare și pentru pacificarea lumii. Scopul imediat al declarației a fost ca Franța, Italia, Germania de Vest, și țările Benelux să își partajeze resursele strategice pentru a „face războiul nu doar inimaginabil, ci și imposibil din punct de vedere tehnic” și pentru a „construi pace de durată în Europa”. Rezultatul imediat al acestei inițiative a fost înființarea la 18 aprilie 1951 a Comunității Europene a Cărbunelui și a Oțelului (ECSC), prima dintre cele trei Comunități Europene predecesoare ale Uniunii Europene. La semnarea tratatului de la Paris la 18 aprilie 1951, cele șase state semnatare au afirmat într-un document separat că această dată reprezintă nașterea Europei unite.

## Urmările pe termen lung
Declarația Schuman a marcat adevăratul început al cooperării franco-germane postbelice și al reintegrării Germaniei de Vest în Europa Occidentală. ECSC a fost înființată prin tratatul de la Paris semnat la 18 aprilie 1951 de liderii celor șase state membre (inclusiv Schuman) au semnat această declarație, afirmând că ea „marchează adevărata fondare a Europei”. Comunitatea rezultată din această declarație a dus la înființarea a cinci instituții democratice europene: Comisia Europeană, Parlamentul European, Comisiile Consultative (reprezentând societatea civilă), Consiliul de Miniștri și Curtea Europeană de Justiție.
ECSC a introdus o piață unică europeană a cărbunelui și a oțelului, cu prețuri liber stabilite și fără subvenții sau taxe interne de import/export. Succesul ECSC a dus la alți pași, întrevăzuți de Schuman, și anume crearea Comunițătii Economice Europene și a Comunității Europene pentru Energie Atomică. Cele două Comisii Europene ale tratatelor ulterioare de la Roma, împreună cu Înalta Autoritate, au fuzionat, înființând Comisia Europeană în anii 1960.
Declarația este văzută ca fiind unul dintre principalele evenimente fondatoare ale UE. În 1985, în timpul președinției Comisiei Europene a lui Jacques Delors liderii Consiliului Europei s-au întrunit la Milano pentru a decide asupra simbolurilor comunității. Ei le-au adoptat pe cele stabilite anterior de Consiliul Europei, schimbând doar data Zilei Europei din 5 în 9 mai, pentru aniversarea Declarației Schuman.